# گمینا ژونگه
گمینا ژونگه (به لهستانی:  Gmina Rzewnie) یک گمینا در لهستان است که در شهرستان ماکوف واقع شده‌است. گمینا ژونگه ۱۱۱٫۷۲ کیلومتر مربع مساحت و ۲٬۶۹۹ نفر جمعیت دارد.